# Alan Johnson (Politiker)

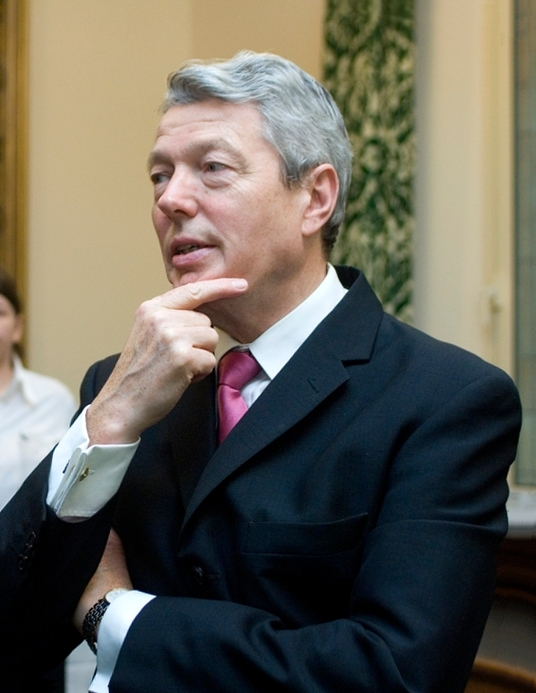
Alan Johnson (2007)

Alan Arthur Johnson (* 17. Mai 1950 in London) ist ein britischer Politiker der Labour Party und war von Juni 2009 bis Mai 2010 Innenminister in der Regierung von Gordon Brown. 2003 wurde Johnson Bildungsminister und von 2007 bis 2009 war er Gesundheitsminister. Im Oktober 2010 wurde er von Ed Miliband als Kandidat für das Amt des Schatzkanzlers in das Schattenkabinett der Labour Party aufgenommen.
Ab 1997 war er Mitglied des britischen Unterhauses für den Wahlkreis Hull West. 2004 wurde er als erster ehemaliger Vorsitzender einer Gewerkschaft seit Frank Cousins im Jahr 1964 Mitglied des Kabinetts.
Bei der Unterhauswahl 2017 verzichtete Johnson auf eine erneute Kandidatur.
Für seine Kindheitserinnerungen This Boy: A Memoir of a Childhood wurde Johnson 2014 mit dem Orwell Prize ausgezeichnet.
Johnson nahm im Januar 2020 als Pharaoh  an der ersten Staffel der britischen Version von The Masked Singerteil, in der er als zweiter Kandidat ausschied.